# Listă de poeți de limbă germană
Aceasta este o listă de poeți care au scris în limba germană.

## A
- Heinrich Albert
- Albrecht von Haller
- Ernst Anschütz
- Ernst Moritz Arndt
- Achim von Arnim
- Bettina von Arnim
- Rose Ausländer

## B
- Ingeborg Bachmann
- Hugo Ball
- Jakub Bart-Ćišinski
- Adolf Bartels
- Hans Baumann
- Rudolf Baumbach
- Heinrich Bebel
- Nikolaus Becker
- Michael Beer
- Gottfried Benn
- Hans Bethge
- Marcel Beyer
- Jacob Bidermann
- Wolf Biermann
- Rudolf Binding
- Johannes Bobrowski
- Heinrich Böll
- Wolfgang Borchert
- Nicolas Born
- Rainer Brambach
- Sébastien Brant
- Joachim Wilhelm von Brawe
- Bertolt Brecht
- Clemens Brentano
- Rolf Dieter Brinkmann
- Georg Büchner
- Gottfried August Bürger
- Erika Burkart
- Wilhelm Busch

## C
- Paul-Henri Campbell
- Hans Carossa
- Friedrich Rudolph Ludwig von Canitz
- Ernesto Castillo
- Paul Celan
- Conrad Celtes
- Hanns Cibulka
- Matthias Claudius
- Ann Cotten
- Karl Philipp Conz
- Johann Andreas Cramer
- Peter Crüger

## D
- Tankred Dorst
- Annette von Droste-Hülshoff
- Friedrich Dürrenmatt

## E
- Günter Eich
- Joseph von Eichendorff
- Adolf Endler
- Hans Magnus Enzensberger

## F
- Daniel Falb
- Gerhard Falkner
- Erich Fried
- Max Frisch

## G
- Sandro Grond
- Stefan George
- Robert Gernhardt
- Friedrich Glauser
- Johann Wolfgang von Goethe
- Claire Goll
- Yvan Goll
- Christian Dietrich Grabbe
- Durs Grünbein
- Karl Gutzkow
- Günter Grass

## H
- Gerhart Hauptmann
- Johann Peter Hebel
- Heinrich Heine
- Wilhelm Heinse
- Georg Herwegh
- Hermann Hesse
- Rolf Hochhuth
- Friedrich Hölderlin
- Peter Huchel

## J
- Hendrick Jackson
- Ernst Jünger

## K
- Erich Kästner
- Marie Luise Kaschnitz
- Gottfried Keller
- Gottfried Kinkel
- Sarah Kirsch
- Karin Kiwus
- Thomas Kling
- Friedrich Gottlieb Klopstock
- Helmut Krausser
- Karl Krolow

## L
- Else Lasker-Schüler
- Till Lindemann

## M
- Andreas Mand
- Klaus Mann
- Thomas Mann
- Georg Maurer
- Karl May
- Christian Morgenstern
- Heiner Müller
- Herta Müller
- Inge Müller
- Börries von Münchhausen

## N
- Friedrich Nietzsche
- Natias Neutert
- Helga M. Novak
- Novalis (Friedrich von Hardenberg)

## O
- Martin Opitz

## P
- Oskar Pastior
- Alfons Petzold
- Reinhard Priessnitz

## R
- Karl Wilhelm Ramler
- Rainer Maria Rilke
- Dominique Kristof Rimbaud
- Monika Rinck
- Friedrich Rückert

## S
- Hans Sachs
- Nelly Sachs
- Sabine Scho
- Annette Seemann
- Anna Seghers
- Friedrich Schiller
- Pascal Schmidli
- Arno Schmidt
- Arthur Schnitzler
- Friedrich Leopold Graf zu Stolberg
- Theodor Storm
- Botho Strauss
- Ingo Sundmacher

## T
- Ludwig Tieck
- Georg Trakl
- Kurt Tucholsky

## U
- Ludwig Uhland

## V
- Johann Heinrich Voß

## W
- Walther von der Vogelweide
- Robert Walser
- Franz Werfel
- Christa Wolf
- Wolfram von Eschenbach

## Z
- Stefan Zweig